# Modelli di Kripke
I modelli di Kripke sono sistemi matematici creati da Saul Kripke per descrivere "sistemi reattivi":
- Sistemi non deterministici con infiniti comportamenti (Protocolli di comunicazione, circuiti hardware, ...);
- Rappresentano l'evoluzione dinamica dei sistemi modellati;
- Uno stato include i valori di variabili di stato, il programma contatori, i contenuti dei canali di comunicazione;
- Possono essere animati e convalidati prima della loro effettiva attuazione.

## Definizione
La definizione formale di un modello di Kripke è rappresentata da ({\displaystyle S}, {\displaystyle I}, {\displaystyle R}, {\displaystyle AP}, {\displaystyle L}), con:
- {\displaystyle S}, insieme degli stati;
- {\displaystyle I}, insieme degli stati iniziali appartenenti all'insieme {\displaystyle S} degli stati possibili, ovvero {\displaystyle I\subseteq S};
- {\displaystyle R}, insieme delle possibili transizioni da uno stato {\displaystyle S} ad un altro stato {\displaystyle S}, ovvero {\displaystyle R\subseteq S\times S};
- {\displaystyle AP}, insieme delle proposizioni atomiche;
- {\displaystyle L}, funzione di labeling, definita come: {\displaystyle L\subseteq S\times AP}.

{\textstyle R} è assunta essere totale. Per ogni stato {\displaystyle s} esiste uno stato {\textstyle s'} tale che {\displaystyle (s,s')\in R}.
Questo modello è rappresentabile graficamente attraverso dei cerchi che rappresentano gli stati e degli archi che li collegano rappresentanti le transizioni. Gli stati possono essere espressi secondo 2 metodi: 
1. Uno stato identifica univocamente il valore della proposizione atomica che rappresenta;
2. Ogni stato può essere etichettato da un vettore di bit (0/1).

Il valore di ogni variabile è sempre assegnato in ogni stato.
Un percorso in un modello di Kripke è rappresentato come una sequenza infinita di stati  {\textstyle \pi =s_{0},s_{1},...\in S^{*}}  tale che  {\textstyle s_{0}\in I}  e {\textstyle (s_{i},s_{i+1}))\in R}.
Uno stato {\displaystyle s} si dice raggiungibile se esiste un percorso dallo stato iniziale ad esso.